# Hôtel de ville de Neuilly-sur-Seine
L'hôtel de ville de Neuilly-sur-Seine est un édifice administratif de la fin du XIXe siècle situé à Neuilly-sur-Seine, en France. Il est recensé à l'Inventaire général du patrimoine culturel.

## Situation et accès
L'édifice est situé au no 96 de l'avenue Achille-Peretti, entre la rue Edmond-Bloud (à l'ouest), le boulevard Jean-Mermoz (au nord) et l'avenue Amiral-Fournier (à l'est), dans le centre de Neuilly-sur-Seine. Plus largement, il se trouve dans le département des Hauts-de-Seine, en région Île-de-France.

## Histoire

### Contexte
Entre l'élection du premier maire Nicolas Delaizement en 1790 et le Premier Empire, le conseil municipal se réunit dans une salle attenant à l'église Saint-Jean-Baptiste. En 1809, la mairie s'installe rue de Madrid puis, le bâtiment se révélant trop petit, dans un nouvel édifice construit en 1835-1836 par l'architecte Pierre Marie Marcel, 1 place Parmentier. Après la construction de l'hôtel de ville de 1886, le bâtiment de la place Parmentier continue d'accueillir la justice de paix ; il est reconstruit en 1897, abrite une bibliothèque puis une MJC et depuis 1992 le centre culturel Louis-de-Broglie.

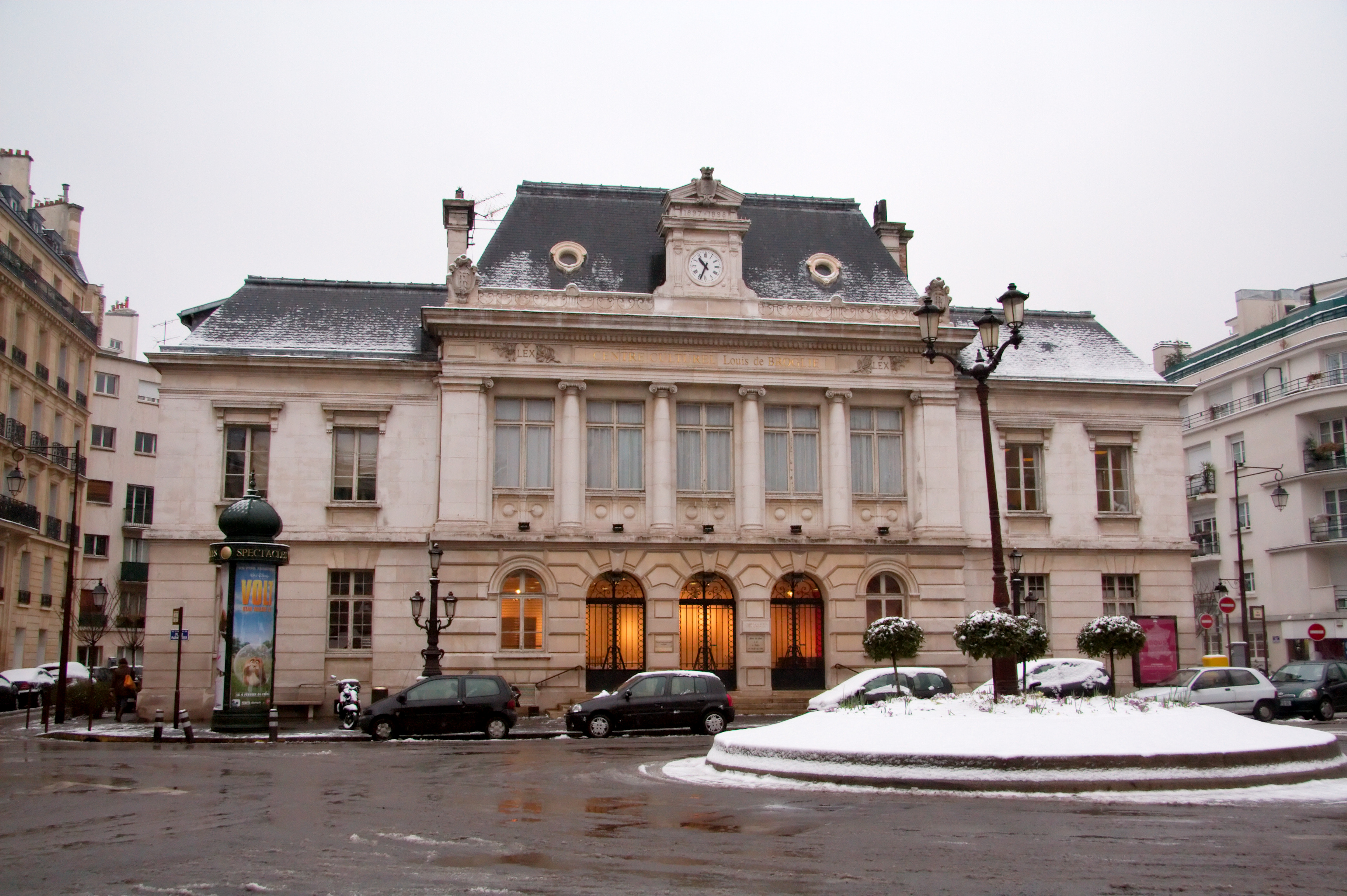
Le centre culturel Louis-de-Broglie.

### Édification et inauguration
Les limites de la commune ayant été modifiées par l'absorption parisienne du quartier des Ternes, la municipalité neuilléenne souhaite construire un nouvel hôtel de ville plus à l'ouest. En 1879, un terrain est acquis avenue du Roule, les architectes Victor Dutocq et Charles Simonet étant chargés des travaux, qui se déroulent entre 1882 et 1885. L'inauguration a lieu en janvier 1886, en présence du préfet Eugène Poubelle. De style néo-Renaissance, l'hôtel de ville est coiffé d'un campanile jusqu'en 1978.

### Monument à Antoine Parmentier
Une statue d'Antoine Parmentier, qui cultiva la pomme de terre dans le champ expérimental des Sablons, est inaugurée sur la place devant l'hôtel de ville en 1888. En 1937, pour le bicentenaire de la naissance de l'agronome, elle est déplacée place Parmentier. En 1942, elle est fondue par les Allemands. En 1981, reconstituée grâce à une réduction en bronze de l'œuvre originale, une nouvelle statue est installée près de l'hôtel de ville. Rénovée en 2019, elle est déplacée de nouveau en 2023 place Parmentier, remplacée sur le parvis de la mairie par une statue de Jean-Rodolphe Perronet, architecte du pont de Neuilly, jusque là installée sur l'île de Puteaux,.

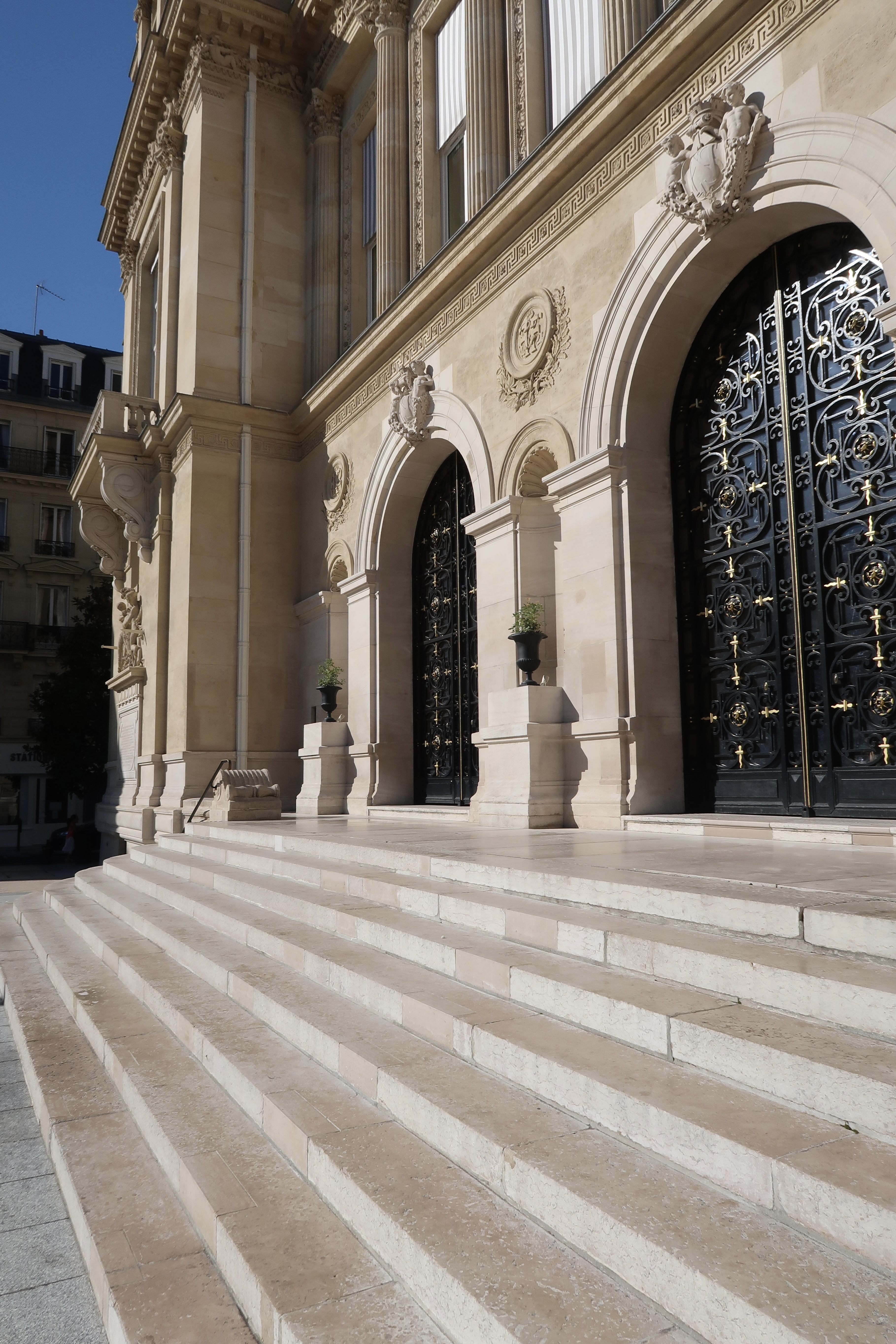
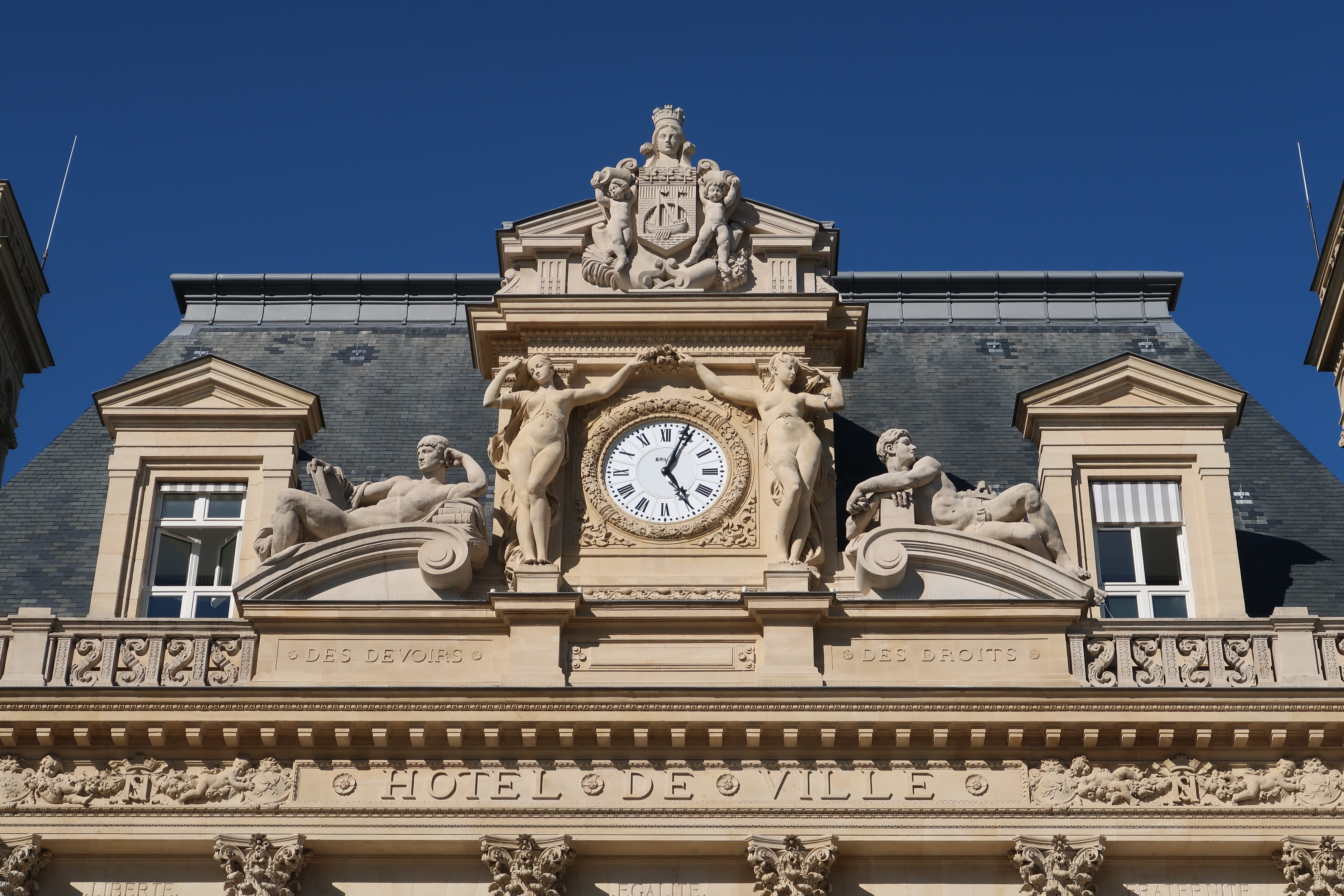

## Statut patrimonial et juridique
Le bâtiment fait l'objet d'un recensement dans l'Inventaire général du patrimoine culturel, en tant que propriété publique. L'enquête ou le dernier récolement est effectué en 1992.